# Otternes
Das Freilichtmuseum Otternes befindet sich in der norwegischen Provinz Vestland in der Gemeinde Aurland. Dort liegt es zwischen den Orten Aurlandsvangen und Flåm auf der Ostseite des Aurlandsfjords. Das Museum besteht aus 27 in situ erhaltenen Bauernhäusern.

## Geschichte

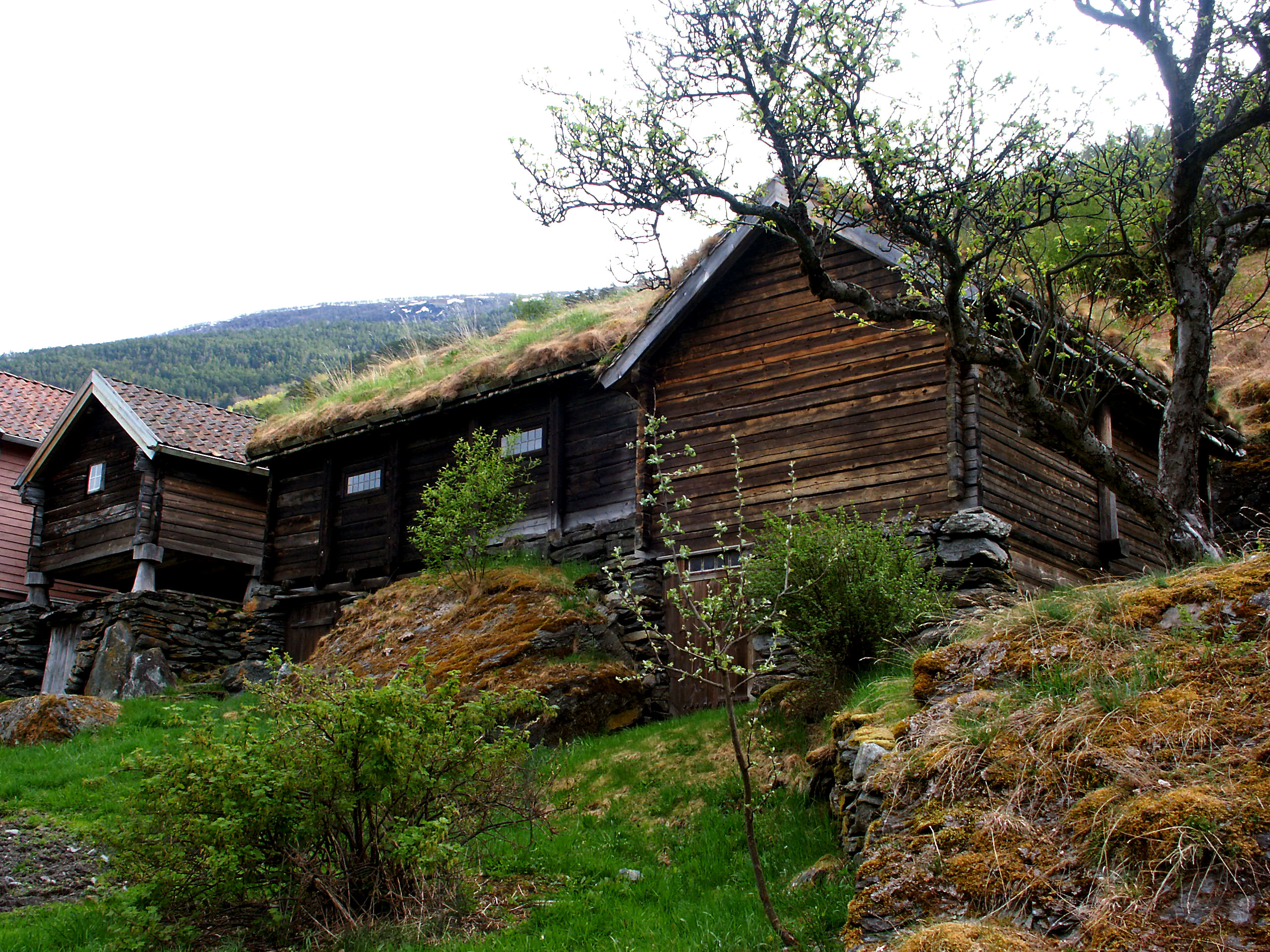

Die ältesten Siedlungsspuren lassen sich von etwa 300 n. Chr. nachweisen. Der Platz ist seit über 400 Jahren durchgehend bewohnt und wurde 1522 erstmals schriftlich erwähnt. Otternes bestand ursprünglich aus vier Höfen: Tomasgarden, Guttormgarden, Oddagarden und Andersgarden. Auf diesen lebten etwa 30 Personen. Alle Häuser des Hofes hatten ihre eigene Funktion. Neben den Wohnhäusern, Scheunen und Ställen sind ein Ausgedingehaus, ein Stabbur, das für die Aufbewahrung der Lebensmittel diente, und ein Backhaus erhalten. Die ältesten erhaltenen Gebäude Guttormstova und Eilertstova wurden um etwa 1700 erbaut. Um 1860 erhielt Otternes ein letztes Wirtschaftsgebäude, das Einzige, das mehrere Funktionen beinhaltete. Die beiden übrig gebliebenen Höfe wurden bis 1970 traditionell bewirtschaftet. Otternes betrieb hauptsächlich Ackerbau, doch am Fjord und auf dem Hang hinter dem Hof lagen auch Heuwiesen. Die Landreform von 1860 wurde in Otternes nicht angewendet und so konnte sich die Form der Streifenfelder bis 1987 erhalten. In Otternes wurden in der Nachkriegszeit kaum Modernisierungen durchgeführt und so wirken viele Gebäude wie aus dem 18. Jahrhundert. Darüber hinaus ist die Kulturlandschaft aus Hügeln, Brunnen, Mauern und Treppen intakt.
Im Jahr 1989 wurde Otternes zu einem bewirtschafteten Museum umgestaltet, seit 1996 ist Otternes unbewohnt. Wegen seines historischen Erscheinungsbildes wurde es für mehrere Filmproduktionen als Drehort gewählt.
Im Jahr 2001 wurde Otternes von der Aurland Natur- og Kulturarv BA (ANKA) übernommen und seither von Laila Kvellestad zusammen mit Ruth Sylvi wie ein privates Unternehmen als Landwirtschaftsmuseum und Zentrum für altes Handwerk geführt. In ihm werden traditionelle Techniken wie Spinnen, Weben, Garnfärben, Backen und Bierbrauen in den Sommermonaten durch- und vorgeführt.